# Форнджот
Форньот или Сатурн XLII (условно означение S/2004 S 8) е естествен спътник на Сатурн. Откритието му е обявено от Скот Шепърд, Дейвид Джуит, Ян Клайн и Брайън Марсдън на 4 май 2005 от наблюдения направени между 12 декември 2004 и 11 март 2005. Форнджот е в диаметър около 6 км и орбитира около Сатурн на средна дистанция 24,505 млн. мили за 1432 дни, при инклинация 168° към еклиптиката в ретроградно направление с ексцентрицитет 0.186. Това е най-отдалечения познат сателит на Сатурн.
Наименован е през април 2007 на Форньот, гигант на бурите от Норвежката митология, баща на Егир, Кари и Логе